# Отеро (округ, Нью-Мексико)
Шаблон:StateAbbr_ 32°37′ пн. ш. 105°44′ зх. д. / 32.62° пн. ш. 105.73° зх. д.
Округ Отеро (англ. Otero County) — округ (графство) у штаті Нью-Мексико, США. Ідентифікатор округу 35035.

## Історія
Округ утворений 1899 року.

## Демографія
За даними перепису
2000 року
загальне населення округу становило 62298 осіб, зокрема міського населення було 44240, а сільського — 18058.
Серед мешканців округу чоловіків було 30994, а жінок — 31304. В окрузі було 22984 домогосподарства, 16802 родин, які мешкали в 29272 будинках.
Середній розмір родини становив 3,14.
Віковий розподіл населення поданий у таблиці:
| Стать    | До 15 років | 15-21 | 22-29 | 30-39 | 40-49 | 50-65 | 65-85 | Понад 85 |
| -------- | ----------- | ----- | ----- | ----- | ----- | ----- | ----- | -------- |
| Чоловіки | 7782        | 3333  | 3284  | 4569  | 4215  | 4424  | 3190  | 197      |
| Жінки    | 7359        | 3241  | 3097  | 4591  | 4440  | 4667  | 3492  | 417      |

## Суміжні округи
- Лінкольн — північ
- Чавес — схід
- Едді — схід
- Калберсон, Техас — південний схід
- Гадспет, Техас — південь
- Ель-Пасо, Техас — південний захід
- Донья-Ана — захід
- Сьєрра — північний захід

## Виноски
1. ↑  U.S. Decennial Census. United States Census Bureau. Архів оригіналу за 19 липня 2018. Процитовано 2 січня 2015.
2. ↑  Historical Census Browser. University of Virginia Library. Архів оригіналу за 30 травня 2019. Процитовано 2 січня 2015.
3. ↑  Population of Counties by Decennial Census: 1900 to 1990. United States Census Bureau. Архів оригіналу за 16 квітня 2015. Процитовано 2 січня 2015.
4. ↑  Census 2000 PHC-T-4. Ranking Tables for Counties: 1990 and 2000 (PDF). United States Census Bureau. Архів оригіналу (PDF) за 18 грудня 2014. Процитовано 2 січня 2015.
5. ↑  State & County QuickFacts. United States Census Bureau. Архів оригіналу за 6 червня 2011. Процитовано 30 вересня 2013.(англ.) Наведено за англійською вікіпедією.
6. ↑  American FactFinder. Бюро перепису населення США. Архів оригіналу за 26 лютого 2012. Процитовано 31 січня 2008.

| США | Це незавершена стаття з географії США. Ви можете допомогти проєкту, виправивши або дописавши її. |